# Vignieu
Vignieu is een gemeente in het Franse departement Isère (regio Auvergne-Rhône-Alpes). De plaats maakt deel uit van het arrondissement La Tour-du-Pin. Vignieu telde op 1 januari 2022 961 inwoners. 

## Geografie
De oppervlakte van Vignieu bedroeg op 1 januari 2022 9,4 vierkante kilometer; de bevolkingsdichtheid was toen 102,2 inwoners per km².

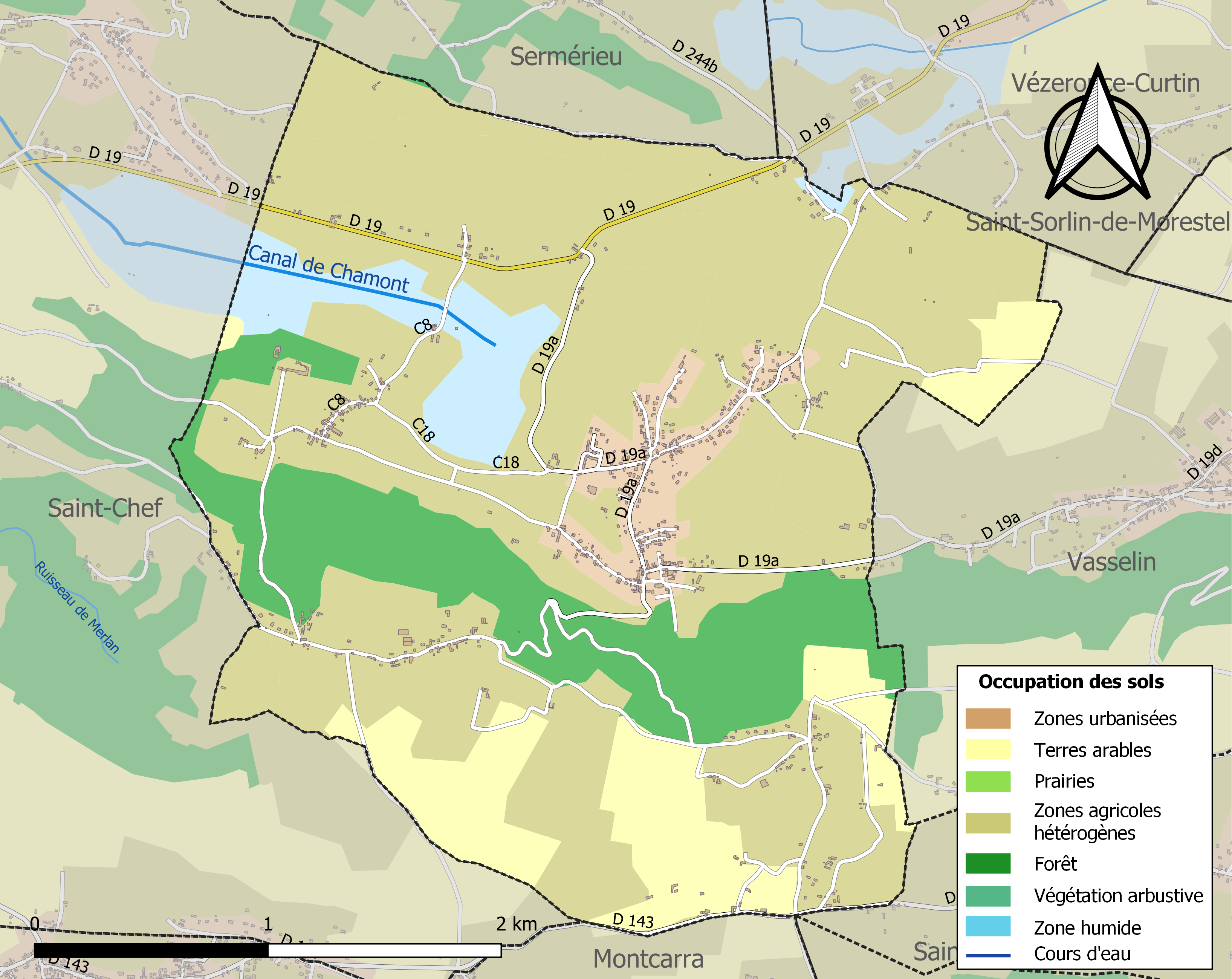
Kaart van de gemeente met de belangrijkste infrastructuur, bodemgebruik en omliggende gemeenten

## Demografie
Onderstaande figuur toont het verloop van het inwonertal (bron: INSEE-tellingen).